# Холи (окръг Пафос)
Хо̀ли (на гръцки: Χόλη) е село в Кипър, окръг Пафос. Според статистическата служба на Република Кипър през 2001 г. селото има 69 жители.
Намира се на 7 км южно от Полис.